# Pteromalus ruandaensis
Pteromalus ruandaensis is een vliesvleugelig insect uit de familie Pteromalidae. De wetenschappelijke naam is voor het eerst geldig gepubliceerd in 1957 door Risbec.